# Su Hua
Su Hua (chinesisch 宿华, * 1982 in der Provinz Hunan) ist ein chinesischer Unternehmer und Gründer sowie CEO der Videoplattform Kuaishou, welche außerhalb Chinas unter dem Namen Kwai bekannt ist. Im April 2021 schätzte Forbes sein Vermögen auf 17,8 Milliarden US-Dollar.

## Leben
Su stammt aus einer einfachen Familie aus einem Dorf im Westen der Provinz Hunan, welches erst im Jahr 1998 Elektrizität erhielt. Er ist ein Absolvent der Tsinghua-Universität. Danach arbeitete er als Softwareentwickler zuerst für Google in den Vereinigten Staaten und danach für Baidu.
2011 gründete er gemeinsam mit Cheng Yixiao die App Kuaishou, welche anfangs zum Teilen von GIF-Bildern gedacht war. Später wurde aus Kuaishou eine App für Kurzvideos und Livestreaming. Zu den frühen Investoren gehörte Tencent. Im Dezember 2020 hatte die Plattform über 300 Millionen Nutzer.